# Franz Ernst Neumann
Franz Ernst Neumann, nemški fizik, mineralog in matematik, * 11. september 1798, † 23. maj 1895.
Neumann je predaval na Univerzi v Königsbergu. Najbolj je znan po Neumannovem zakonu.